# Chondrostega constantina
Espèce
Chondrostega constantina est une espèce de lépidoptères (papillons) appartenant à la famille des Lasiocampidae.
- Répartition : Maroc, Tunisie, Algérie.
- Envergure du mâle : 18 mm.
- Période de vol : d’août à septembre.
- Plantes hôtes : Thapsia garganica, Artemisia campestris.

## Source
- P.C. Rougeot, P. Viette, Guide des papillons nocturnes d'Europe et d'Afrique du Nord, Delachaux et Niestlé, Lausanne 1978.